# Bedlington terrier

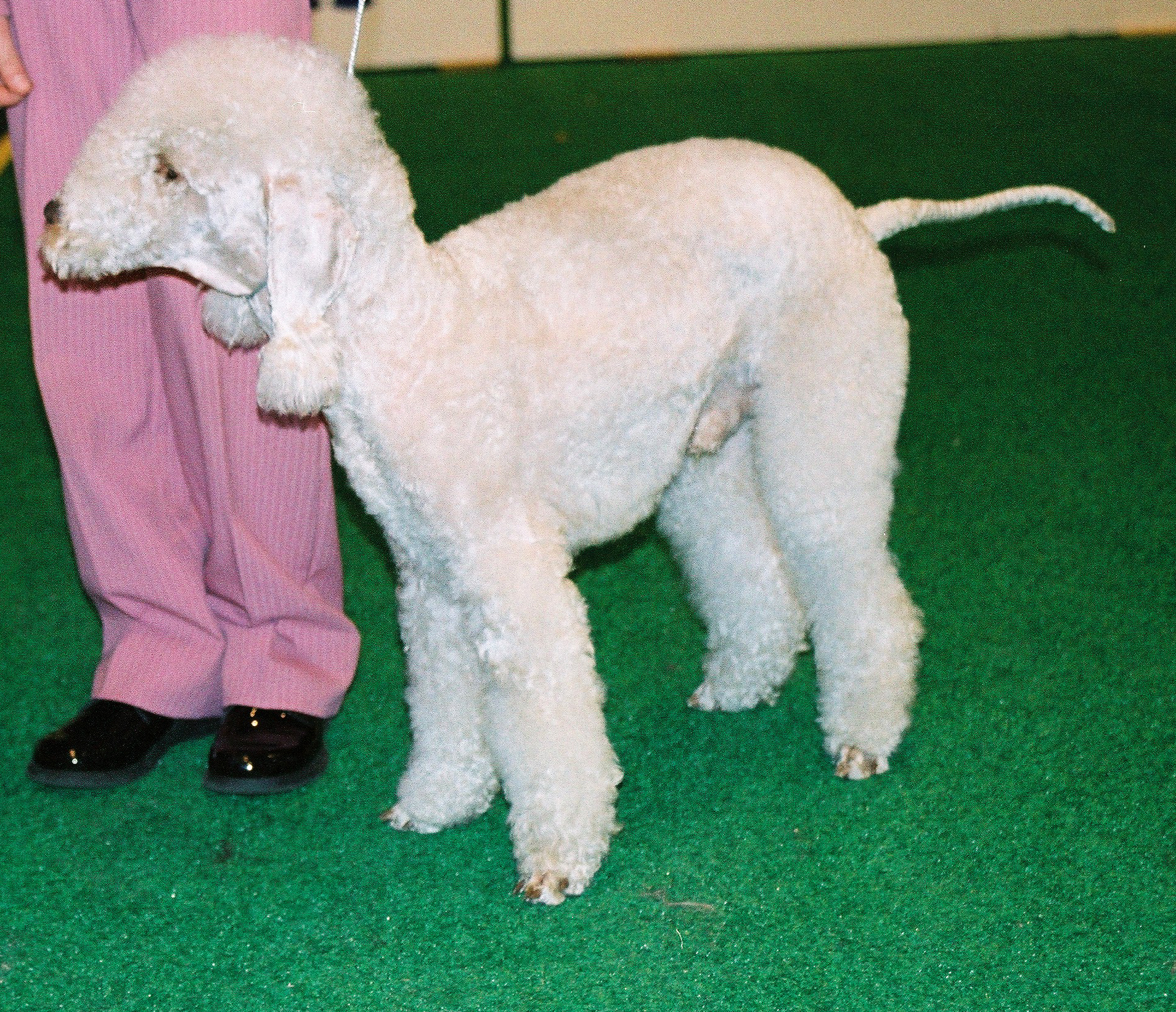
Bedlington terrier

El Bedlington terrier és una raça de gos del grup dels terriers que va ser creada en el segle xix a Northumberland, Anglaterra, i va ser anomenada així per l'àrea urbana de Bedlingtonshire.

## Característiques
Sembla una ovella, però el seu caràcter és d'un autèntic terrier mitjà d'Anglaterra.
Pel seu instint de caça i la seva rapidesa, aquest gos és un excel·lent caçador de conills, tant a sobre del terra com a sota d'ella. És possible educar amb facilitat i pot ser una bona mascota que sap seduir al seu amo gràcies al seu temperament tranquil, equilibrat i lleial.
Inicialment establerta com una raça de baralla i caça, la raça més tard es va tornar una mascota popular. Manso en aparença, té un dors arquejat, un gruixut pelatge arrissat que pot ser de diversos colors, ja sigui grisenc, vermellós o cafè clar i moltes vegades d'aspecte sorrenc.
La raça mesura aproximadament 38-40 cm de peu i pesa entre 10 i 11 kg.